# Vấn đề môi trường

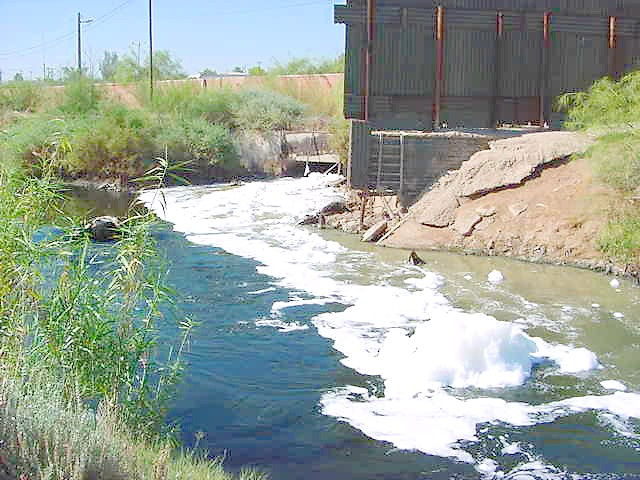
Ô nhiễm nước là một vấn đề môi trường gây ảnh hưởng tới môi trường nước. Bức ảnh này cho thấy bọt nổi trên mặt sông New River khi nó đi vào Hoa Kỳ từ Mexico.

Các vấn đề môi trường là những hành vi có hại do ảnh hưởng của hoạt động con người đến môi trường. Bảo vệ môi trường là việc thực hiện các hành vi bảo vệ môi trường tự nhiên xuất phát từ cá nhân, tổ chức hay các cấp chính quyền, vì lợi ích của cả môi trường và con người. Chủ nghĩa môi trường, là một phong trào vận động xã hội và vận động môi trường hướng đến giải quyết vấn đề môi trường thông qua tuyên truyền, giáo dục, và các hoạt động xã hội.
Cacbon dioxide là một trong các khí nhà kính tồn tại trong khí quyển, đã có nồng độ vượt quá 400 phần triệu (NOAA) (với tổng nồng độ các khí nhà kính vượt quá 455 phần triệu) (Theo báo cáo của Ủy ban Liên chính phủ về Biến đổi Khí hậu). Con số này đã được coi là điểm tới hạn cao nhất. "Lượng khí nhà kính trong khí quyển đã vượt trên ngưỡng có khả năng gây ra các biến đổi khí hậu nguy hiểm. Chúng ta đã nằm trong nguy hiểm ở nhiều vùng ô nhiễm...Không còn là vấn đề của năm sau, hay thập kỷ sau, nó là vấn đề của hiện tại." Văn phòng Điều phối các vấn đề Nhân đạo Liên Hợp Quốc (OCHA) đã tuyên bố "Biến đổi khí hậu không phải là vấn đề của một tương lai xa xôi. Nó chính là nguyên nhân chính ẩn sau sự tăng nhu cầu hỗ trợ nhân đạo và chúng ta đang nhìn thấy hậu quả của nó. Số người bị ảnh hưởng và những thiệt hại gây ra bởi thời tiết khắc nghiệt lớn chưa từng thấy." Hơn nữa, OHCA cho biết:
- Số vụ thiên tai đang tăng lên. Khoảng 70% các thiên tai hiện tại có liên quan đến biến đổi khí hậu, tăng từ khoảng 50% ở thời điểm hai thập kỷ trước đây.
- Những thảm họa này gây ảnh hưởng đến nhiều người hơn và với cái giá rất đắt. Trong thập kỷ qua, 2,4 tỷ người đã bị ảnh hưởng bởi các thiên tai do biến đổi khí hậu, so với 1.7 tỷ người trong thập kỉ trước đó. Chi phí cho ứng phó thiên tai đã tăng gấp mười lần giữa năm 1992 và năm 2008.
- Những cơn mưa siêu lớn đột ngột đầy sức hủy diệt, những cơn bão nhiệt đới dữ dội, lũ lụt và hạn hán xảy ra liên tiếp với cường độ tăng dần, cùng với sự dễ tổn thương của các cộng động dân cư địa phương trong trước sự thiếu vắng các hành động can thiệp mạnh mẽ.[3]

Sự hủy hoại môi trường gây ra bởi con người là một vấn đề toàn cầu, và là một vấn nạn xảy ra mỗi ngày. Dự kiến năm 2050 dân số toàn cầu được dự kiến sẽ tăng thêm 2 tỷ người,đạt mức 9.6 tỷ người (Sự sống hành tinh xanh 24). Các tác động của con người tới trái Đất có thể được nhìn thấy từ nhiều vấn đề. Một trong những vấn đề chính là sự tăng nhiệt độ, và theo các báo cáo "Khí hậu đang thay đổi của chúng ta", sự nóng lên toàn cầu mà đã xảy ra trong vòng 50 năm qua chủ yếu là do hoạt động con người (Walsh, et al. 20). Kể từ năm 1895, nhiệt độ trung bình của Mỹ đã tăng lên từ 1.3 °F để 1.9 °F, với hầu hết sự tăng lên nằm trong khoảng năm 1970 (Walsh, et al. 20).

## Các loại vấn đề
Các vấn đề môi trường lớn hiện tại bao gồm biến đổi khí hậu, ô nhiễm môi trường, suy thoái môi trường, và cạn kiệt tài nguyên thiên nhiên. Các vận động hành lang về bảo tồn nhằm bảo vệ loài nguy cấp và bảo vệ bất kỳ môi trường tự nhiên có hệ sinh thái có giá trị, vấn đề thực phẩm biến đổi gen và ấm lên toàn cầu.

## Nền tảng khoa học
Mức độ hiểu biết về Trái Đất đã tăng lên đáng kể trong thời gian gần đây thông qua khoa học, đặc biệt là với các ứng dụng của các phương pháp khoa học. Khoa học môi trường giờ đây là một ngành khoa học được nghiên cứu và giảng dạy ở nhiều trường đại học. Đây được coi là một cơ sở quan trọng cho giải quyết các vấn đề môi trường.
Một lượng lớn dữ liệu đã được thu thập và viết thành các báo cáo, với một trong những ấn phẩm phổ biến thuộc loại này là Hiện trạng môi trường. Một báo cáo quan trọng gần đây là Đánh giá Hệ sinh thái Thiên niên kỷ, với sự tham gia của 1200 nhà khoa học và được công bố năm 2005, đã cho thấy mức tác động cao mà con người đang gây ra trên dịch vụ hệ sinh thái.

## Tổ chức
Vấn đề môi trường được giải quyết tại một địa phương, quốc gia hay trên tầm quốc tế bởi các tổ chức chính phủ.
Cơ quan quốc tế lớn nhất được thành lập năm 1972, là Chương trình Môi trường Liên Hợp Quốc. Liên minh Bảo tồn Thiên nhiên Quốc tế tập hợp 83 quốc gia, 108 cơ quan chính phủ, 766 tổ chức Phi chính phủ và 81 tổ chức quốc tế cùng khoảng 10,000 chuyên gia và nhà khoa học từ các quốc gia trên khắp thế giới. Một số tổ chức phi chính phủ quốc tế như Hòa bình xanh, Bạn của Trái Đất, Change, WildAct, Quỹ Quốc tế Bảo vệ Thiên nhiên.

## Chi phí
- xem Chi phí do ô nhiễm, và Chi phí do sự ấm lên toàn cầu

## Giải pháp
Bền vững là chìa khóa để ngăn chặn hoặc giảm bớt ảnh hưởng của các vấn đề môi trường. Hiện đã có những bằng chứng khoa học rõ ràng cho thấy con người đang sống không bền vững, và cũng chưa từng có những nỗ lực tập thể cần thiết để đưa mức sử dụng tài nguyên thiên nhiên của con người trở lại giới hạn bền vững. Để con người sống bền vững, tài nguyên thiên nhiên của Trái Đất phải được sử dụng ở mức độ mà nó có thể tự hồi phục (và bằng cách hạn chế sự nóng lên toàn cầu).
Những sự quan tâm về môi trường đã thúc đẩy sự hình thành của các đảng phái xanh, các đảng chính trị tìm kiếm phương án giải quyết các vấn đề môi trường. Các đảng này đã hình thành đầu tiên tại Úc, New Zealand và Đức nhưng hiện nay đã xuất hiện tại rất nhiều quốc gia khác.
Các chính phủ ban hành chính sách môi trường và luật môi trường ở nhiều mức độ khác nhau trên khắp thế giới.

## Phim truyền hình
Số phim làm về các vấn đề môi trường đang tăng dần, đặc biệt về biến đổi khí hậu và sự nóng lên toàn cầu. Phim Một sự thật khó chịu của Al Gore năm 2006 đã gặt hái được nhiều thành công về doanh thu và truyền thông. 